# Озернинское водохранилище
Озерни́нское водохрани́лище — искусственный водоём в Рузском городском округе Московской области России. Водохранилище образовано в 1967 году в результате строительства гидроузла на реке Озерне в 2,6 км от её устья.
В составе гидроузла земляная плотина длиной 995 метров и высотой 24 метра, по ней организован автомобильный проезд.

## Основные характеристики
Нормальный подпорный уровень (НПУ) — 182,5 м, минимально допустимый уровень в зимний период (УМО) — 169 м, форсированный подпорный уровень (ФПУ) — 183,7 м. Полный объём при НПУ — 144 млн м³, полезный объём — 140 млн м³, площадь зеркала при НПУ — 23,1 км², площадь зеркала при УМО — 3,02 км². Ширина — до 2,5 км, длина — около 19 км, средняя глубина — 6,2 м, максимальная — 20,5 м.
Имеет многолетнее регулирование стока. Замерзает в конце ноября, вскрывается в середине апреля. Несудоходно. Входит в Москворецкую систему водоснабжения города Москвы. Также используется для борьбы с наводнениями, санитарного обводнения, водного транспорта и энергетики.

## Рекреационное значение
Над водохранилищем по двум мостам проходит Московское большое автомобильное кольцо.
На берегах водоёма в советское время были построены санаторий и несколько пионерских лагерей. На берегах водохранилища есть только один относительно крупный населённый пункт — деревня Нововолково.